# Tudorella sulcata
Tudorella sulcata, ungebräuchlich auch Tyrrhenische Landdeckelschnecke genannt, ist eine auf dem Land lebende Schnecken-Art aus der Familie der Landdeckelschnecken (Pomatiidae) in der Ordnung der Sorbeoconcha. Molekularbiologische Arbeiten zeigten, dass es sich bei der früheren (Groß-)Art um eine Artkomplex von wahrscheinlich sieben Arten handelt.

## Merkmale
Die konischen, leicht bauchigen Gehäuse sind 12 bis 18 mm hoch und 10 bis 15 mm breit. Es ist ein leichter Sexualdimorphismus in der Größe vorhanden; die Weibchen sind im Durchschnitt etwas größer als die Männchen. Die Gehäuse haben 5 stark gewölbte Windungen mit einer tiefen Naht. Die letzte Windung nimmt etwa die Hälfte der Gesamthöhe ein und löst sich von der vorigen Windung ab. Der Gehäuseapex ist zugespitzt. Die ersten 2,5 embryonalen Windungen sind glatt. Die Ornamentierung besteht aus feinen Radialstreifen, die in unregelmäßigen Abständen aufeinander folgen sowie ab der 3. Windung aus sehr deutlich ausgebildeten Spirallinien. Die Mündung ist rundlich mit einem leicht winkligen Ende. Sie ist innen orangefarben. Der Mundsaum ist etwas umgebogen, liegt jedoch der vorigen Windung nicht auf.
Die Gehäuse sind weißlich bis orangefarben oder sogar rot mit dunkleren Bändern. Das Operkulum ist sehr fest und hat nur wenige Windungen. Es besteht aus zwei Schichten, der hornigen, nicht verkalkten unteren Lage und der bis auf den eingesenkten und exzentrischen Nucleus verkalkten porigen oberen Lage. Die Außenseite ist konvex gewölbt, mit einem breiten geflügelten Feld (das in die winklige Ecke der Mündung passt), einem kräftigen, schmalen Spindelkallus und einem dickeren Spiralfeld. Die Oberfläche ist mit kleinen, recht kurzen Rippen bedeckt. Der Rand ist aufgeraut. Die hornige Lage ist gelblich und nur wenig weiter als die verkalkte Lage.

### Ähnliche Arten
Die Oberfläche des Operculums ist mit flachen Rippen bedeckt, die kürzer als bei Tudorella ferruginea sind. Die Gehäuse von Tudorella multisulcata und Tudorella panormitana sind deutlich größer und auch etwas schlanker als das von Tudorella sulcata.

## Geographische Verbreitung
Das Verbreitungsgebiet der Art variiert erheblich, je nachdem ob man das Taxon weit fasst oder sehr eng. In der weiten Fassung des Taxon (= Artkomplex) erstreckt sich das Verbreitungsgebiet von Nordafrika (Tunesien, Algerien, Marokko) nach Südspanien und Südportugal, Südfrankreich bis auf die Mittelmeerinseln Korsika, Sardinien, Sizilien und Malta.
Nach den neueren molekularbiologischen Daten von Pfenninger u. a. (2010) verbergen sich in der bisherigen weiten Fassung des Taxons mindestens fünf Arten. Das Verbreitungsgebiet von Tudorella sulcata s. str. zeigt drei disjunkte Areale, ein kleines Gebiet in Ostalgerien (Constantine, Jijel und Bejaia), Sardinien und Südfrankreich.
Pfenninger u. a. (2010) und Jesse u. a. (2011) schließen aufgrund mitochondrialer Haplotypen darauf, dass der Ursprung der Art in Sardinien war, da hier die höchste Haplotypendiversität beobachtet wurde. Sowohl in Sardinien wie auch in Südfrankreich wurden algerische Haplotypen gefunden. Dagegen hatten die untersuchten Populationen in Sardinien und Südfrankreich keine nur ihnen gemeinsame Haplotypen. Jesse u. a. (2011) erklären diese Haplotypenverteilung damit, dass die Art von neolithischen Seefahrern absichtlich oder unabsichtlich von Sardinien nach Algerien gebracht wurde. Wesentlich später wurde die Art von Algerien nach Südfrankreich verschleppt.
Die Tiere kommen meist in der Nähe der Küsten bis nur wenige Zehnerkilometer landeinwärts und bis 100 m über Meereshöhe vor. Sie leben auf Kalksteingeröllfeldern, die von lichten Pinienwäldern oder Gebüschen bewachsen sind, oder unter Kalkfelsen in sehr trockenen Biotopen.

## Taxonomie
Das Taxon wurde 1805 von Jacques Philippe Raymond Draparnaud in dem posthum erschienenen Werk „Histoire naturelle des mollusques terrestres et fluviatiles de la France“ als Cyclostoma sulcatum erstmals beschrieben. Die Typlokalität liegt bei „Cujes“, heute Cuges-les-Pins (Département Bouches-du-Rhône, Region Provence-Alpes-Côte d’Azur, Frankreich).
Das Taxon ist im Umfang umstritten; während Welter Schultes Tudorella sulcata weit fasst, trennen Pfenninger u. a. (2010) aufgrund molekularbiologischer Daten das Taxon in sechs Arten auf, darunter zwei neue, noch unbeschriebene Arten. Die übrigen drei „neuen“ Arten wurden bisher als Synonyme oder Unterarten von Tudorella sulcata behandelt. Eine weitere Art (T. mauretanica) wurde bisher gelegentlich ebenfalls zu Tudorella sulcata gestellt. Der Artkomplex Tudorella sulcata s. l. umfasst nach Pfenninger u. a. (2010) in der Übersicht:
- Tudorella sulcata (Draparnaud, 1805) s. str.
- Tudorella melitensis (Sowerby, 1843), Malta
- Tudorella multisulcata (Potiez & Michaud, 1838)[3], Tunesien, West- und Südsizilien
- Tudorella panormitana (Sacchi, 1954),[4] kleines Areal in Nordsizilien
- Tudorella mauretanica (Pallary, 1899)[5] (wurde von manchen Autoren ebenfalls mit T. sulcata vereinigt), Südspanien und Südportugal
- Tudorella sp.1, Sardinien
- Tudorella sp.2, Kabylei

Nicht von Pfenninger u. a. berücksichtigt ist Tudorella sulcata pachya Pallary, 1936 aus Ostmarokko, die durch sehr große Gehäuse bis 27 mm gekennzeichnet ist.
Das Problem bei dieser unterschiedlichen Auffassung ist, dass viele publizierte Beobachtungen an Tudorella sulcata s. l. nicht mehr auf Tudorella sulcata s. str. zutreffen. Beispielsweise gibt es noch keine anatomische Beschreibung von Tudorella sulcata s. str. Die bisher vorliegenden anatomischen Daten wurden nach obiger Auffassung an Tudorella mauretanica gemacht.
Neuere Arbeiten bestätigen zumindest bereits teilweise die Arbeit von Pfenninger u. a. (2010) (z. B. Reitano u. a. (2012) und Lo Brano & Sparacio (2006)). Beide Arbeiten gehen von der Eigenständigkeit von Tudorella panormitanum aus. Reitano u. a. akzeptieren auch Tudorella multisulcatum. In beiden Arbeiten werden auch gehäusemorphologische und anatomische Unterschiede zwischen den beiden letzteren Arten beschrieben.

## Gefährdung
Die Art gilt in Frankreich durch die rasche Erschließung küstennaher Gebiete als gefährdet. Eine im 19. Jahrhundert beschriebene Population im Département Alpes-Maritimes gilt als ausgestorben.

## Belege

### Online
- AnimalBase - Tudorella sulcata